# Stade olympique de la Pontaise
Le stade olympique de la Pontaise est un stade de 15 850 places situé à Lausanne et construit en 1952. C'était le siège du FC Lausanne-Sport de mai 1954 jusqu'en novembre 2020 et du FC Stade Lausanne Ouchy à partir de septembre 2020. Il a accueilli cinq matchs de la Coupe du monde de football de 1954.

## Histoire

### XXesiècle

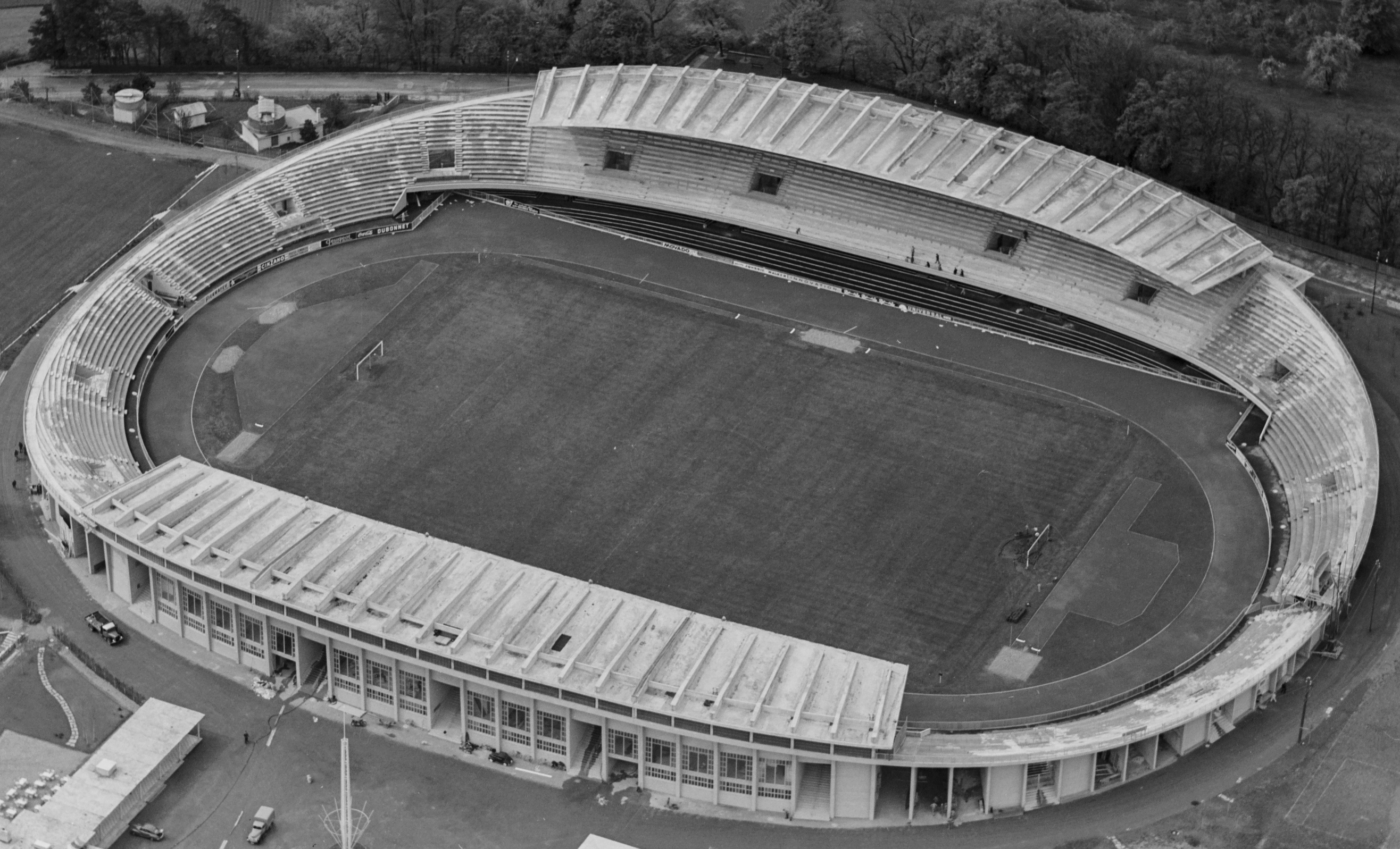
Le Stade de la Pontaise, en 1954.

D'anciens terrains vagues à la Pontaise, au nord de Lausanne, ont accueilli dès 1904 les premières installations sportives. Le site est alors partagé par les footballeurs du Montriond Football Club et les athlètes du Club hygiénique de Lausanne. Auparavant, le Montriond Football Club disputait ses matchs principalement au bas de la colline de Montriond, actuel parc de Milan.
Dès 1920, les premières tribunes ainsi qu'une piste d'athlétisme sont construites par les athlètes eux-mêmes.
Le stade de Vidy (actuellement stade Pierre-de-Coubertin, édifié en 1922) perd de son importance vers 1950 au profit d'un nouveau Stade olympique à la Pontaise, édifice construit en vue de l'organisation en Suisse de la Coupe du monde de football en 1954. La nouvelle installation, dessinée par l'architecte Charles-François Thévenaz, est édifiée en 1950-1952 par l'entreprise de génie civil Contini. Pour offrir la meilleure visibilité possible, ce volume ovale en béton armé n'offre que des lignes courbes et présente une hauteur variable des gradins, plus haute aux extrémités, tandis que la couverture des tribunes représente une prouesse technique pour l'époque. Ce témoin le plus remarquable des stades construits en Suisse dans l'après-guerre – inspiré peut-être des stades italiens des années 1930, particulièrement le stade de Turin (1932-1934) – est promis à la démolition,.
Le 23 mai 1954, le stade est inauguré officiellement devant 43 500 spectateurs. Lors de la Coupe du monde, il accueille 43 000 spectateurs pour la victoire 2-1 de l'équipe de Suisse sur l'Italie le 17 juin 1954. Sept jours plus tard, la Suisse est sortie en quart de finale par l'Autriche 7-5 devant 35 000 spectateurs pour ce qui reste le match de Coupe du monde le plus prolifique en buts.
Sa capacité sera progressivement réduite selon les normes de sécurité pour arriver à 15 850 places toutes assises.
Ce stade n'est plus homologué pour les compétitions internationales (matchs UEFA et FIFA).[Quand ?]

### XXIesiècle
Lors de la saison 2009/2010 de Challenge League, faute d'infrastructures homologuées, le FC Le Mont-sur-Lausanne a évolué dans ce stade.
En octobre 2009, les citoyens lausannois ont refusé par 56 % des voix l'initiative populaire « Pour les deux stades au Nord », ce qui signifie que le stade de la Pontaise sera à terme détruit pour faire place à un écoquartier dans le cadre du projet Métamorphose. Le stade actuel sera donc remplacé par deux stades distincts :
- Le Stade de la Tuilière sera consacré au football et se situera quelques kilomètres au nord de l'actuel stade, sur la plaine de la Tuilière. Il pourra accueillir au moins 12 000 personnes, sera bâti à l'anglaise et sera par conséquent le plus moderne des stades de Suisse. Il respectera les directives de l'UEFA et de la FIFA. Le premier coup de sifflet a eu lieu en novembre 2020.
- Le second stade sera consacré aux épreuves olympiques. Il s'agit d'un agrandissement et d'une rénovation de l'actuel stade Pierre-de-Coubertin à Vidy, quartier lacustre de Lausanne. Ce stade offrira 6 000 places en temps normal et 12 000 lors des épreuves d'Athletissima.

Après le déménagement du FC Lausanne-Sport au stade de la Tuilière à l'été 2020, le FC Stade Lausanne Ouchy, l'autre club professionnel de la ville militant en Challenge League, prendra ses quartiers à la Pontaise.
Le 7 novembre 2020, le LS a évolué pour une dernière fois à la Pontaise. Le club lausannois s'est incliné face au FC Lugano sur le score de 0-1. Pour le plus grand regret des supporters et dirigeants lausannois, aucune festivité n'a pu y être organisée en raison des conditions sanitaires due à la Pandémie de Covid-19 et la partie a dû être jouée à huis clos.
En 2024, la municipalité de Lausanne abandonne le projet de destruction du stade. Elle annonce qu'elle lancera un concours de reconversion en 2025.

## Athletissima
Athletissima est une compétition d'athlétisme ayant lieu chaque année à Lausanne dans l'enceinte du stade de la Pontaise. Créé en 1977, cette compétition d'ampleur internationale figure depuis 2010 au programme du circuit de la Ligue de diamant. Il est prévu qu'Athletissima soit déplacée au Stade Pierre-de-Coubertin, une fois que sa rénovation sera terminée.

## Événements
Sport

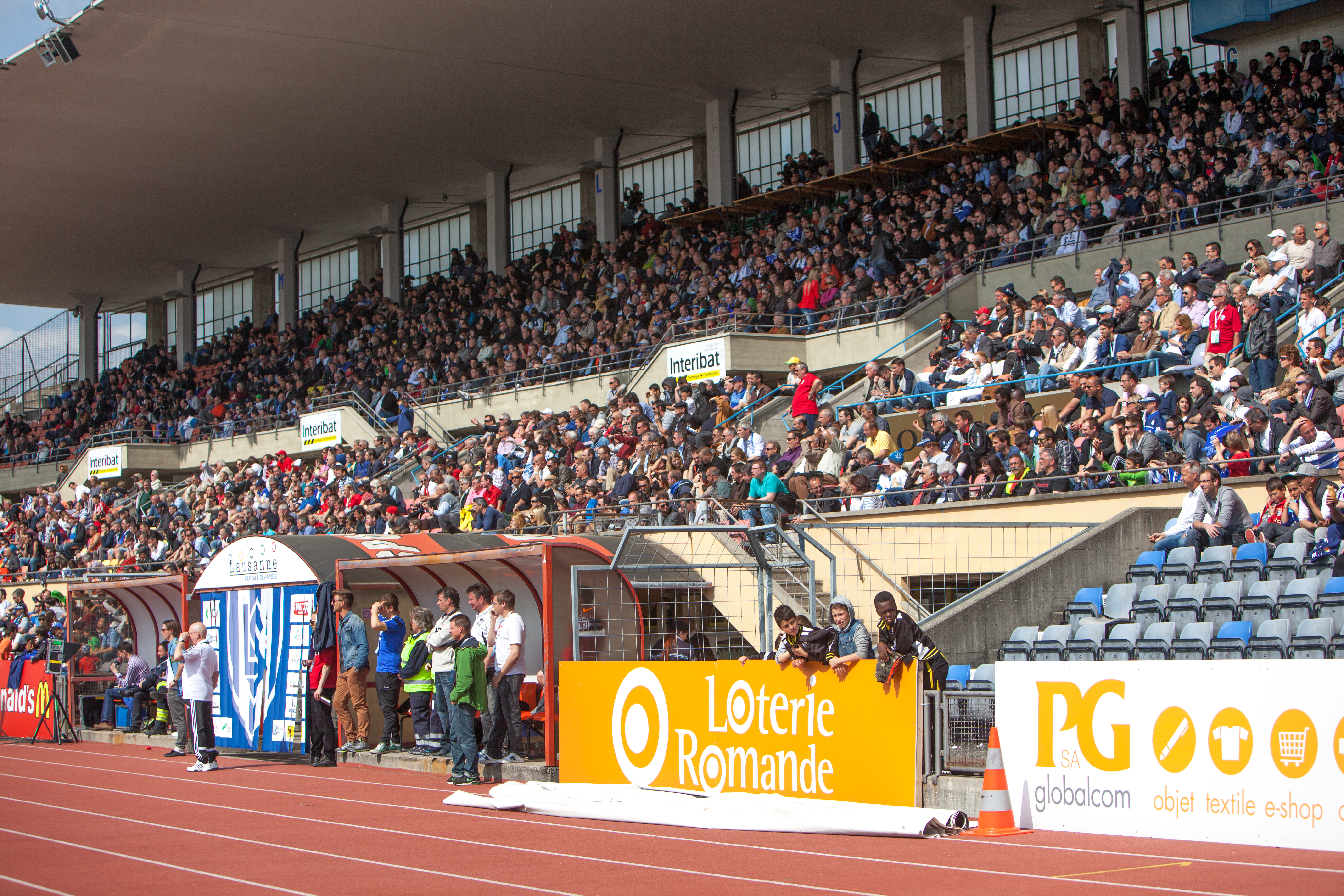
Tribune nord lors d'un match de championnat opposant le Lausanne Sport au FC Sion en avril 2014.

- Coupe de Suisse : Finale Lausanne-Sport - FC Nordstern Bâle le 19 mai 1935 (9 000 spectateurs).
- Coupe du monde de football de 1954 : Match de poule Suisse - Italie le 17 juin (40 500 spectateurs).
- Championnat de Suisse de football : Lausanne-Sport - Servette FC (« Derby romand ») le 19 novembre 1961 (31 000 spectateurs).
- Gymnaestrada : 10-16 juillet 2011 (19 100 participants et 5 000 volontaires).
- Athletissima 2012 : 14 500 spectateurs, record d'affluence pour un meeting d'athlétisme.

Concerts
- Michael Jackson : Bad World Tour le 19 août 1988 (45 000 spectateurs).
- Pink Floyd : A Momentary Lapse of Reason Tour le 12 juillet 1989.
- Tina Turner : Foreign Affair Tour le 30 juin 1990.
- Prince : Nude Tour le 16 août 1990 (25 000 spectateurs).
- Dire Straits le 25 juin 1992.
- Eric Clapton le 3 juillet 1992.
- Elton John : The One Tour le 3 juillet 1992.
- Michael Jackson : Dangerous World Tour le 8 septembre 1992 (47 000 spectateurs, record d'affluence).
- U2 : Zoo TV Tour le 28 juin 1993.
- Jean-Michel Jarre le 1er août 1993.
- Pink Floyd : The Division Bell Tour le 25 septembre 1994.
- Michael Jackson : HIStory World Tour le 20 juin 1997 (35 000 spectateurs).
- Johnny Hallyday : Tour 2000 le 14 juillet 2000 (25 000 spectateurs).
- The Rolling Stones : A Bigger Bang Tour le 9 août 2007 (42 600 spectateurs).
- Soprano : Chasseurs d'étoiles tour le 5 juin 2022 (28 000 spectateurs).

## Image

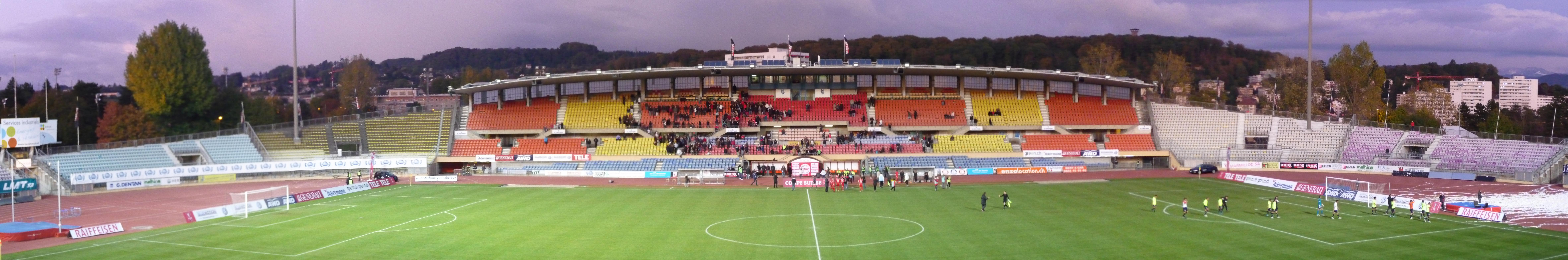
Panorama de la Tribune Nord lors d'un match du FC Le Mont